# Тарасовський сільський округ
Тара́совський сільський округ (каз. Тарасовка ауылдық округі, рос. Тарасовский сельский округ) — адміністративна одиниця у складі Жаксинського району Акмолинської області Казахстану. Адміністративний центр — село Тарасовка.
Населення — 425 осіб (2021; 587 у 2009, 844 у 1999, 1117 у 1989).
Станом на 1989 рік існувала Тарасовська сільська рада (село Тарасовка, селище Казахська).

## Склад
До складу округу входять такі населені пункти:
| Населений пункт | Населення, осіб (1989) | Населення, осіб (1999) | Населення, осіб (2009) | Населення, осіб (2021) |
| --------------- | ---------------------- | ---------------------- | ---------------------- | ---------------------- |
| Казахське, село | 158                    | 143                    | 126                    | 91                     |
| Тарасовка, село | 959                    | 701                    | 461                    | 334                    |